# Subuktuj
Subuktuj (ros. Субуктуй) – wieś (ułus) w Rosji, w Buriacji, w rejonie kiachtyńskim. W 2010 liczyła 255 mieszkańców.